# 南溪 (桂林)
25°14′54″N 110°17′28″E / 25.24833°N 110.29111°E
南溪河又名南溪，位于中华人民共和国广西桂林市市区内，属漓江支流，西起绵延而又漫长，往东绕南溪北部流入漓江。
南溪河上建有白龙桥，连接南溪山与苗圃。

## 源头和流经区域
南溪源自临桂镇东面的石灰岩山麓的泉水，在蚕种场附近由东向西流过湘桂铁路涵洞，基本沿湘桂铁路向北，经路口村转向东继续在铁路旁流淌，至琴潭村，河床已基本渠化，经齿轮厂、官桥村、黑山植物园，由北向南穿过湘桂铁路，由西向东过南溪桥以及桂海铁路南溪铁路桥，经南溪山，在斗鸡山北麓汇入漓江。

## 污染
由于早期城市发展迅速，环境问题没有得到市政府的充分注意。1973年南溪河上游的沙河火力发电厂（桂林第二电厂）投产后，每天排除大量废水（4000多吨）、煤灰（200多吨），几年后污水污物淤塞了南溪河，后又冲入了漓江，污染了斗鸡山至瓦窑江段的水体。由于污染，停靠在龙船坪码头的船只也都受到不同程度的腐蚀。
一开始建厂就已经很有争议，污染之后，市民大为不满。
1978年12月，在市财政十分紧张的情况下该电厂被叫停。
1979年初市政府组织了147个单位39000多人次踊跃地参加对南溪河污染的治理，10天内消除煤灰、污泥11.2万立方米。
2005年市环保局根据“两会”的构建和谐社会要求，决定加大对市区南溪河整治。
一直以来，桂林市民和各企业对南溪河的整治非常支持，主动监督、出钱和出力整治。